# Harringia eupoda
Harringia eupoda är en hjuldjursart som först beskrevs av Gosse 1887.  Harringia eupoda ingår i släktet Harringia och familjen Asplanchnidae. Inga underarter finns listade i Catalogue of Life.